# Równina Raciąska
Równina Raciąska lub Pradolina Raciąska (318.62) – mezoregion fizycznogeograficzny w północno-środkowej Polsce, stanowiący zachodnią część Niziny Północnomazowieckiej. Region graniczy od północy i wschodu ze Wzniesieniami Mławskimi, od zachodu z Równiną Urszulewską, od południa z Wysoczyzną Płońską a od południowego wschodu (na bardzo krótkim odcinku) z Wysoczyzną Ciechanowską. Równina Raciąska leży w całości na obszarze województwa  mazowieckiego.
Mezoregion jest piaszczystą równiną o wykształconych wydmach z miejscowymi odsłonięciami glin zwałowych. Równina Raciąska jest przedpolem zasięgu ostatniego zlodowacenia położonym wzdłuż odpływu wód glacjalnych, których dawny szlak odzwierciedla dziś górna Wkra i jej dopływ Raciążnica. W krajobrazie regionu występują lasy, pola uprawne i obszary podmokłe.
Ośrodkami miejskimi regionu są Żuromin, Raciąż, Glinojeck, Lubowidz i Bieżuń, ponadto wsie Zawidz Kościelny (na pograniczu), Strzegowo, Szreńsk, Radzanów, Lutocin, Siemiątkowo i Kuczbork-Osada (na pograniczu).